# Lonchocarpus magallanesii
Lonchocarpus magallanesii är en ärtväxtart som beskrevs av Mario Sousa. Lonchocarpus magallanesii ingår i släktet Lonchocarpus och familjen ärtväxter. Inga underarter finns listade i Catalogue of Life.